# Michael Johnson (ur. 1988)
Michael Johnson (ur. 24 lutego 1988 w Urmston, Manchester) – angielski piłkarz, grający na pozycji pomocnika.

## Kariera piłkarska
Johnson szkolił się w drużynach juniorskich Leeds United, holenderskiego SBV Excelsior, a od 2002 w Evertonie. Dwa lata później dołączył do Manchesteru City, od 2006 stając się członkiem pierwszego zespołu. 
21 października 2006 zadebiutował w Premier League w barwach City w meczu przeciwko Wigan, przegranym 0:4. Drugi mecz w Premier League zagrał w marcu 2007 przeciwko Middlesbrough. Mecz ten był początkiem serii siedmiu kolejnych występów w pierwszej drużynie, która zakończyła się kontuzją ścięgna podkolanowego podczas meczu z Aston Villą. 
Swojego pierwszego gola w lidze strzelił w wygranym 1:0 meczu z Derby County. Johnson na przełomie 2007 i 2008 był wyłączony z gry z powodu usunięcia podwójnej przepukliny w brzuchu. Wrócił do gry 29 lutego 2008, grając pełne 90. minut w zremisowanym bezbramkowo meczu z Wigan. 
Johnson rozpoczął sezon 2008/09 w dobrej formie grając w pierwszych trzech spotkaniach sezonu. Potem pojawił się przez prawie rok z powodu ponownego urazu brzucha. Nie wrócił przez prawie siedem miesięcy. Po raz pierwszy w sezonie 2009/10 zagrał 28 września 2009 w wygranym 3:1 meczu z West Ham United. 28 października strzelił swojego pierwszego gola od ponad roku w meczu Pucharu Ligi przeciwko Scunthorpe United. 10 grudnia 2009 Manchester City ogłosił, że Johnson doznał poważnej kontuzji kolana podczas treningu, co wykluczało go z gry do końca sezonu.
27 lipca 2011 został wypożyczony do Leicester City, trenowanego przez byłego menadżera Manchesteru City Svena-Görana Erikssona. Dla Lisów zagrał tylko w 9 spotkaniach, kiedy to w styczniu 2012 doznał kolejnej kontuzji. W styczniu 2013 poinformowano, że jego kontrakt z Manchesterem City został rozwiązany, a Johnson zakończył karierę piłkarską.  
| Sezon   | Klub            | Kraj   | Rozgrywki      | Mecze | Bramki |
| ------- | --------------- | ------ | -------------- | ----- | ------ |
| 2006/07 | Manchester City | Anglia | Premier League | 10    | 0      |
| 2007/08 | Manchester City | Anglia | Premier League | 23    | 2      |
| 2008/09 | Manchester City | Anglia | Premier League | 3     | 0      |
| 2009/10 | Manchester City | Anglia | Premier League | 1     | 0      |
| 2010/11 | Manchester City | Anglia | Premier League | 0     | 0      |
| 2011/12 | Leicester City  | Anglia | Championship   | 7     | 0      |

## Kariera reprezentacyjna
Johnson reprezentował Anglię w zespołach młodzieżowych do lat 16, 19 (6 występów) oraz 21.